# 道の駅坂本
道の駅坂本（みちのえき さかもと）は、熊本県八代市にある国道219号の道の駅である。

## 概要
熊本県の整備した駐車場・トイレと、八代郡坂本村（現・八代市）の整備した駐車場・「広域交流センターさかもと館」の2つの部分からなる。
さかもと館はサカモト・ローイング・プロジェクトの一環として桂英昭の設計によって建設された。
国内初の大型コンクリートダム（荒瀬ダム）撤去跡地から下流へ約1 kmの地点にあり、道の駅からダム跡地までは球磨川沿いに歩いて行ける。
2020年7月4日に発生した熊本豪雨により全施設が全壊被災。
2024年8月現在、物産館である広域交流センターさかもと館はプレハブ建屋の「さかもと復興商店街」で仮営業していたが、豪雨災害復旧工事の為、2024年10月より道の駅坂本敷地内の全施設が順次解体され、2025年3月より休業。堤防、駐車場、国道219号線全体を盛り土かさ上げし、2027年7月にリニューアルオープン予定。（＊2025年3月～2027年6月まで、トイレ・駐車場・自販機等もない状況）

## 施設
- 駐車場
  - 普通車：73台
  - 大型車：6台
  - 身障者用：4台
- トイレ
  - 男：大 2器（2器）、小 3器（3器）
  - 女：2器（2器）
  - 身障者用：2器（2器）

※（）内は、24時間利用可能
- 物産館「さかもと館」（10:00 - 18：00）：木曜定休日

## 休館日
- 木曜定休日、年末年始 （全施設）
- レストラン：休業中（営業再開は未定）

## アクセス
- 国道219号 - 登録路線

## 周辺
- 荒瀬ダム跡地
- 球磨川
- さかもと八竜天文台